# Comité national olympique nord-coréen

Logo

Le Comité national olympique nord-coréen est présidé par M. Kim Il-guk.

## Réunification
En 2000, 2004 et 2006 lors des cérémonies d’ouverture des Jeux olympiques les deux Corée ont défilé ensemble mais étaient séparées pour les épreuves sportives. Les délégations du Nord et du Sud ont à nouveau défilé ensemble lors de la cérémonie d’ouverture des Jeux olympiques de Turin le 12 février 2006. Il était envisagé de constituer une seule équipe nationale commune aux deux Corées aux Jeux olympiques de 2008, ainsi qu’aux Jeux asiatiques. Une rencontre entre les comités olympiques des deux Corée a eu lieu à Lausanne le 5 septembre 2006, dans l’objectif de constituer une seule équipe coréenne aux Jeux olympiques de Pékin, avec les deux présidents des comités olympiques, Kim Jung-kil pour le sud et Mun Jae-dok pour le nord. À cette occasion, « le CIO se félicite que le sport et l’idéal olympique puissent amener à la constitution d’une équipe unifiée et souhaiterait remercier les deux délégations de leur engagement et de leurs efforts pour atteindre cet objectif ». Les discussions ont cependant été reportées et les deux équipes coréennes ont participé aux Jeux de Pékin.
M. Mun Jae-dok a signé en novembre 2006 un accord avec le gouverneur sud-coréen de la province de Gangwon, au terme duquel la Corée du Nord soutient la candidature de PyeongChang à l'organisation des Jeux olympiques d'hiver de 2014.